# Cena równowagi rynkowej

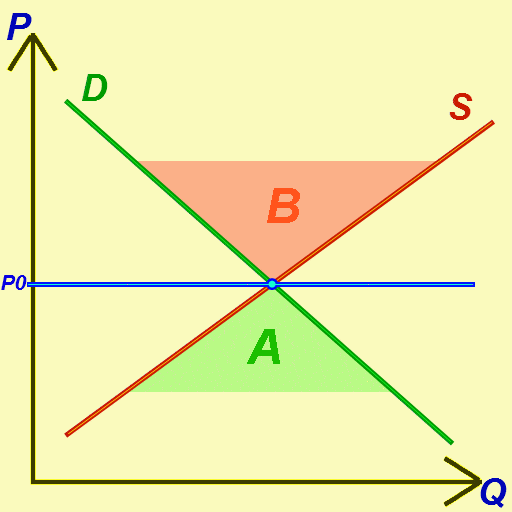
Cena równowagi rynkowej

Cena równowagi rynkowej – cena, przy której występuje zrównoważenie popytu (D) i podaży (S).
Krzywa popytu przecina się z krzywą podaży, tworząc w ten sposób punkt równowagi cenowej. Obie krzywe stanowią instrument opisujący dynamikę produktu przy zmianie jego ceny. Gdy cena jest mniejsza od ceny równowagi rynkowej, następuje nadwyżka popytu nad podażą. Natomiast kiedy cena jest większa od ceny równowagi rynkowej występuje nadwyżka podaży nad popytem. Nadwyżki może zlikwidować tzw. skup interwencyjny.
W ekstremalnych przypadkach cena może przyjąć nawet wartość ujemną. Tak stało się 3 października 2006 z cenami hurtowymi gazu ziemnego w Wielkiej Brytanii. Zalanie europejskiego rynku nadwyżkami gazu wpompowanymi w ramach testów do nowo uruchomionego gazociągu zmusiło producentów do dopłacania odbiorcom w zamian za pozbycie się nadwyżek. Ujemne wartości przyjmują także ceny np. toksycznych odpadów.